# Peter Kopelman
Peter Kopelman, född 11 januari 1958, är en svensk direktör inom tekniksektorn.
Kopelman har civilekonomexamen från Handelshögskolan i Stockholm.
År 1983, direkt efter examen, började han arbeta för IBM i Sverige där han kom att stanna i 17 år. Mot slutet av år 2000 blev han vd för Cisco i Sverige. Den 1 november 2003 blev han vd för Microsoft Sverige. Den 3 juli 2009 lämnade han Microsoft. Den 1 april 2011 blev han vd för Fujitsu Sverige, men lämnade Fujitsu redan 2012 efter en omorganisation.
Utöver direktörsuppdragen har Kopelman suttit i ett flertal styrelser och driver egen konsultverksamhet.